# Bangar (Brunei)
Bangar est une ville du Brunei, située dans le district de Temburong dont elle est le chef-lieu. Ce dernier a la particularité de former une enclave, le séparant du reste du pays par la Malaisie.
En 2013, la ville comptait 3 889 habitants.

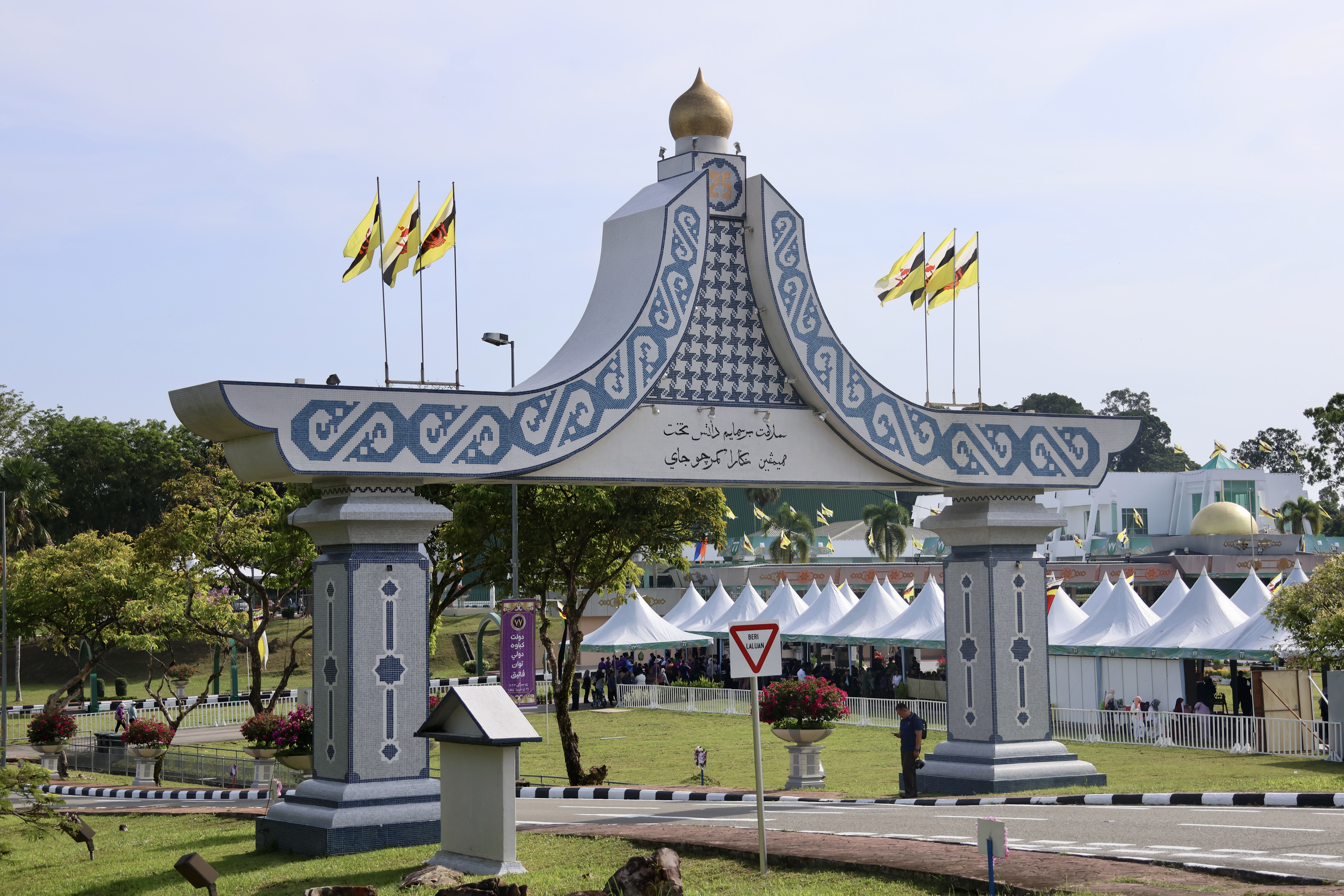
Arc du jubilé d'argent du sultan